# 科西尼奥茹尔
科西尼奥茹尔（法語：Caussiniojouls）是法国埃罗省的一个市镇，属于贝济耶区（Béziers）米尔维耶莱贝济耶县（Murviel-lès-Béziers）。该市镇总面积10.5平方公里，2009年时的人口为123人。

## 人口
科西尼奥茹尔人口变化图示